# Gafanha da Encarnação
Gafanha da Encarnação es una freguesia portuguesa del concelho de Ílhavo, con 11,71 km² de superficie y 4.907 habitantes (2001). Su densidad de población es de 419,0 hab/km².